# Гълъбник
Гълъбник е село в Западна България. То се намира в община Радомир, област Перник.

## География
Село Гълъбник е разположено в Радомирското плато. Гара на жп линията София-Перник-Дупница-Благоевград-Петрич.

## История
Старото име на селото е Мусибек, което идва от задържалото се до по-късен етап турско присъствие в региона и техният бей (Мусабей).

## Културни и природни забележителности
Има разкопки и открити предмети на едни от първите заселници на българската територия.

## Население
Резултати от преброяване на населението през 2011 за община Радомир, с. Гълъбник: Всички живущи в село Гълъбник към 01.03.2011 са 269 души.
Възрастова структура
- 0 – 14 години: 6%
- 15 – 64 години: 42%
- 65 години и нагоре: 52%

## Други
На 21 септември 1972 г. при пътна катастрофа край селото загиват 11 души от военния отбор по парашутизъм на Чехословакия и българският лекар и преводач на отбора – автобусът, в който пътуват е ударен от влак на неохраняем прелез. През 1995 г. е поставена паметна плоча в тяхна чест.
- Входящо шосе в Гълъбник
- Училище „Христо Ботев“
- Паметникът на загиналите парашутисти